# Liste der Naturdenkmale in Sien
Die Liste der Naturdenkmale in Sien nennt die im Gemeindegebiet von Sien ausgewiesenen Naturdenkmale (Stand 15. Juli 2013).

## Naturdenkmale
| Nr.         | Bezeichnung  | Lage                                        | Beschreibung                                  | Bild                                    |
| ----------- | ------------ | ------------------------------------------- | --------------------------------------------- | --------------------------------------- |
| ND-7134-427 | Eiche        | südlich des Ortes; Abteilung Spitzig Lage   | Quercus sp.                                   | Direkt Bild zu diesem Denkmal hochladen |
| ND-7134-428 | Eiche        | südlich des Ortes; Abteilung Stilbes Lage   | Quercus sp.                                   | Direkt Bild zu diesem Denkmal hochladen |
| ND-7134-429 | Zwei Kiefern | südlich des Ortes; Flur Auf Galgenberg Lage | Pinus sylvestris, zwei Bäume                  | Direkt Bild zu diesem Denkmal hochladen |
| ND-7134-430 | Zwei Linden  | Fürst-Dominik-Straße, bei Nr. 44 Lage       | Tilia sp., zwei Bäume                         | Direkt Bild zu diesem Denkmal hochladen |
| ND-7134-451 | Weide        | Schloßstraße, gegenüber Nr. 2 Lage          | Salix sp., einer von ursprünglich zwei Bäumen | Direkt Bild zu diesem Denkmal hochladen |